# Алехандро Гоберг
Алехандро Гоберг (ісп. Alejandro Hohberg, нар. 20 серпня 1991, Ліма) — перуанський футболіст, півзахисник клубу «Універсідад Сесар Вальєхо».
Виступав, зокрема, за клуби «Рентістас» та «Універсідад Сан-Мартін», а також національну збірну Перу.

## Клубна кар'єра
Народився 20 серпня 1991 року в місті Ліма. Вихованець футбольної школи уругвайського клубу «Пеньяроль».
У дорослому футболі дебютував 2012 року виступами за іншу уругвайську клубу, «Рентістас», в якій провів один сезон, взявши участь лише у 8 матчах чемпіонату.
Своєю грою за цю команду привернув увагу представників тренерського штабу клубу «Торке», до складу якого приєднався 2013 року. Відіграв за команду з Монтевідео ще один сезон своєї ігрової кар'єри.
2014 року повернувся на батьківщину, де уклав однорічний контракт з клубом «Мельгар».
У 2015 році захищав кольори команди клубу «Універсідад Сан-Мартін». Більшість часу, проведеного у складі «Універсідад Сан-Мартіна», був основним гравцем команди.
До складу клубу «Універсідад Сесар Вальєхо» приєднався 2016 року. Відтоді встиг відіграти за команду з Трухільйо 24 матчі в національному чемпіонаті.

## Виступи за збірну
2016 року дебютував в офіційних матчах у складі національної збірної Перу. Наразі провів у формі головної команди країни 3 матчі.
У складі збірної був учасником розіграшу Кубка Америки 2016 року у США.